# David Burns (attore)
David Burns (New York, 22 giugno 1902 – Filadelfia, 12 marzo 1971) è stato un attore e cantante statunitense, vincitore di due Tony Award e di un Emmy.
Recitò in 18 musical a Broadway, tra cui The Music Man (1957) e A Funny Thing Happened on the Way to the Forum (1962), che gli valsero entrambi il Tony Award al miglior attore non protagonista in un musical, Pal Joey (1940), Oklahoma! (1943), Hello, Dolly! (1964) e Lovely Ladies, Kind Gentlemen (1970), per cui fu nuovamente candidato al Tony Award al miglior attore protagonista in un musical.

## Filmografia parziale

### Cinema
- De Luxe Annie, regia di Roland West (1918)
- Arrivano i gangsters (Crime Over London), regia di Alfred Zeisler (1937)
- Marciapiedi della metropoli (St. Martin's Lane), regia di Tim Whelan (1938)
- I gioielli della corona (The Gang's All Here), regia di Thornton Freeland (1939)
- Un pizzico di follia (Knock On Wood), regia di Melvin Frank, Norman Panama (1954)
- Così parla il cuore (Deep in My Heart), regia di Stanley Donen (1954)
- È sempre bel tempo (It's Always Fair Weather), regia di Stanley Donen, Gene Kelly (1955)
- Due toroni tra i cowboys (Once Upon a Horse...), regia di Hal Kanter (1958)
- Facciamo l'amore (Let's Make Love), regia di George Cukor (1960)
- Chi è Harry Kellerman e perché parla male di me? (Who Is Harry Kellerman and Why Is He Saying Those Terrible Things About Me?), regia di Ulu Grosbard (1971)

### Televisione
- Hallmark Hall of Fame - serie TV, 1 episodio (1963)
- Le cause dell'avvocato O'Brien (The Trials of O'Brien) - serie TV, 13 episodi (1965-1966)

## Spettacoli teatrali
- The Music Man, regia di Morton Da Costa (Broadway, 19 dicembre 1957 - 15 aprile 1961)